# Bernadette Arnoldner

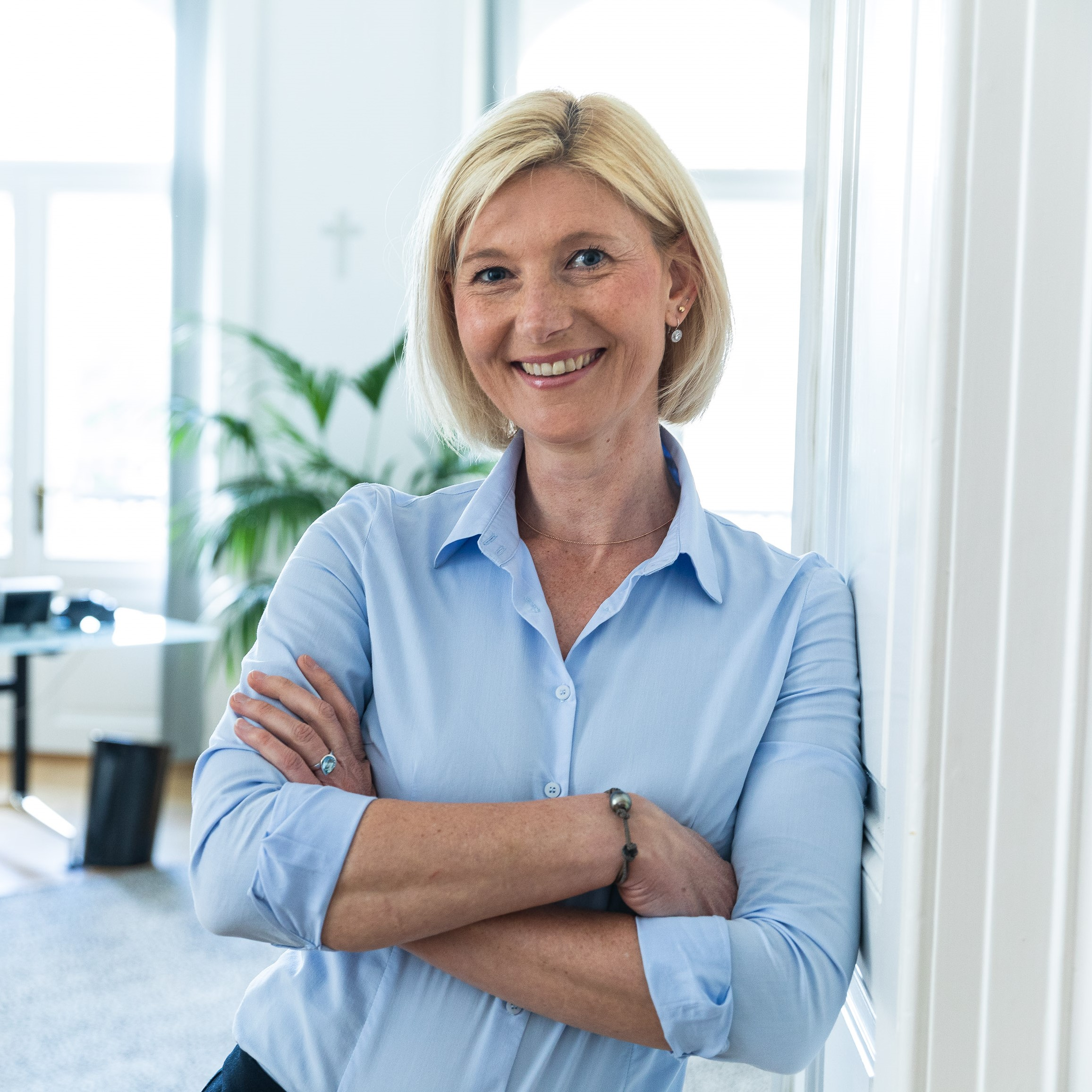
Bernadette Arnoldner (2020)

Bernadette Arnoldner (* 1. Februar 1978 als Bernadette Stumpner in Hellmonsödt) ist eine österreichische Ernährungswissenschaftlerin, Produktmanagerin und Bezirkspolitikerin (ÖVP) im Wiener Gemeindebezirk Liesing. Sie war von 24. November 2020 bis Dezember 2021 nicht amtsführende Stadträtin in Landesregierung und Stadtsenat Ludwig II und vom 19. Dezember 2017 bis Dezember 2021 Landesgeschäftsführerin der ÖVP Wien. Von Dezember 2021 bis Juni 2025 war sie Abgeordnete zum Wiener Landtag und Mitglied des Gemeinderates der Stadt Wien. Seit Oktober 2022 arbeitet sie als Mitglied der Geschäftsleitung im Executive Search bei Talentor Austria.

## Leben
Bernadette Arnoldner wuchs im Mühlviertler Ort Hellmonsödt als erstes von drei Kindern einer Lehrerfamilie auf. Nach der Matura am Adalbert-Stifter-Gymnasium 1996 in Linz zog sie nach Wien, um an der Universität Wien Ernährungswissenschaften zu studieren. Während ihrer Studienzeit arbeitete Bernadette Arnoldner unter anderem bei einem Entwicklungsprojekt in Costa Rica und als Teamleiterin im Social Marketing für unterschiedliche Nichtregierungsorganisationen. Sie schloss 2003 mit dem akademischen Grad Mag. rer. nat. ab.

### Karriere
Nach Studienabschluss war sie bei verschiedenen Unternehmen in der Lebensmittelindustrie tätig (u. a. Danone, Berglandmilch und NÖM), bei denen sie überwiegend für die Bereiche Produktentwicklung sowie Marketing zuständig war.
2007 wechselte sie in den niederländisch-britischen Konzern Unilever. Dort begann sie ihre berufliche Karriere mit einem zwei Jahre langen Aufenthalt in der Schweiz, bevor sie nach Wien zurückkehrte. Bei Unilever, einem der weltweit größten Hersteller von Verbrauchsgütern, war sie in verschiedenen Führungsrollen tätig, unter anderem als Verantwortliche für Lebensmittel und Wissenschaft-PR im gesamten deutschsprachigen Raum und als Industrievertreterin in der Eidgenössischen Ernährungskommission (EEK) sowie beim österreichischen forum.ernährung heute. Sie managte danach im Vertriebsteam das Handelsmarketing für Marken wie Eskimo und war zuletzt für den Homecare-Bereich mit Produkten wie Omo, Coral, Comfort Intense und Cif verantwortlich. Daneben betätigte sie sich einige Jahre ehrenamtlich im Vorstand des Verbandes der Ernährungswissenschafter Österreichs (VEÖ) und betreute dort die Presse- und Öffentlichkeitsarbeit.
2022 wurde sie Mitglied der Geschäftsleitung des Personalberatungsunternehmens Talentor Austria.

### Politik
Politisch ist Bernadette Arnoldner seit 2009 für die ÖVP in der Liesinger Bezirkspolitik tätig. Sie war von 2012 bis 2015 Bezirksrätin in der Liesinger Bezirksvertretung und ist seit 2016 stellvertretende Obfrau der ÖVP Liesing. Seit 2014 engagiert sie sich außerdem bei den ÖVP-Frauen in Wien. 2017 wurde sie zur Finanzreferentin des Österreichischen Familienbundes sowie in den Vorstand der Stadtakademie gewählt.
Im Nationalratswahlkampf 2017 kandidierte sie hinter Wolfgang Gerstl auf Platz 2 der Regionalwahlkreisliste Wien-Süd-West der ÖVP. Zentrale Anliegen waren ihr dabei die Bereiche Frauen, Familie und Beruf sowie Gesundheit. Seit 19. Dezember 2017 ist Bernadette Arnoldner Landesgeschäftsführerin und seit 24. November 2020 Stadträtin der Neuen Volkspartei Wien, nachdem sie bei der Wien-Wahl 2020 2.142 Vorzugsstimmen erhielt. 
Arnoldner managte als Landesgeschäftsführerin die Wahlkämpfe der Volkspartei in Wien bei der Europawahl 2019, der Nationalratswahl 2019 und bei der Wiener Gemeinderatswahl 2020, bei denen die Volkspartei jeweils große Zugewinne verzeichnen konnte. So holte die ÖVP mit Arnoldner als Wahlkampfmanagerin bei der Europawahl 2019 mit 34,6 Prozent (Zugewinn: 7,6 Prozent) den ersten Platz, bei der Nationalratswahl 2019 ebenfalls den ersten Platz mit 37,5 Prozent (Zugewinn: 6 Prozent) und bei der Wiener Gemeinderatswahl 2020 den zweiten Platz mit 20,43 Prozent (Zugewinn: 11,19 Prozent). 
Als Naturwissenschaftlerin vertritt Arnoldner in der Politik das Konzept der Ökosozialen Marktwirtschaft und fordert, dass das Bekenntnis zu dem Zusammenspiel von Menschen, Wirtschaft und Umwelt in die Wiener Stadtverfassung aufgenommen wird. Ein weiterer Themenschwerpunkt in ihrer Funktion als Stadträtin widmet sich der Gesundheitsförderung. So fordert Arnoldner eine verpflichtende Einführung des Wiener „Jausen-Führerscheins“ in Pflichtschulen, um damit den Kindern die Bedeutung einer bewussten und ausgewogenen Ernährung näher zu bringen und den Folgen eines ungesunden Lebensstils – und das damit verbundene Übergewicht – vor zu beugen. Ein weiterer Schwerpunkt im Bereich Bildung ist die Forderung nach der Ausweitung des öffentlichen Musikschulangebots, das in Wien erheblich reduziert wird. Arnoldner bezeichnet die Streichung der Musikschulplätze als „katastrophal für eine Kunst- und Kulturstadt wie Wien“.
Nach dem Rücktritt von Gernot Blümel als Landesparteiobmann der ÖVP Wien im Dezember 2021 kündigte auch Bernadette Arnoldner ihre Rückkehr in die Privatwirtschaft an. Ihr Mandat im Gemeinderat nahm sie anstelle von Patrick Gasselich wieder an. Als Landesgeschäftsführer folgte ihr Markus Keschmann nach. Das Amt des nicht amtsführenden Stadtrates in Landesregierung und Stadtsenat Ludwig II übernahm am 20. Dezember 2021 Karl Mahrer.

### Privates
Sie ist Mutter von zwei Kindern und lebt mit ihrer Familie in Wien-Mauer.